# Alex Riel
 Ikke at forveksle med Alex Riel (filosof).
Alex Poul Riel (født 13. september 1940 i København, død 9. juni 2024) var en dansk jazzmusiker, der spillede trommer.
Gennem årene Riel spillede sammen med en række af jazzens store navne og udgav en lang række plader. Han blev også brugt inden for pop og rock og var et af de oprindelige medlemmer i The Savage Rose. Han var fast medlem af Santa Cruz sideløbende med talrige engagementer i ind- og udland.
Blandt de musikere, han optrådte sammen med, var Bill Evans, Niels-Henning Ørsted Pedersen, Ben Webster, Dexter Gordon, Stuff Smith, Wild Bill Davison, Eddie Lockjaw Davis, Monica Zetterlund og Svend Asmussen.
Riel optrådte siden 1999 regelmæssigt med saxofonisten Benjamin Koppel, med hvem han indspillede en hel del album, herunder Pass the Bebop sammen med endnu en saxofonist, Phil Woods, Blues And Ballads, igen sammen med både Benjamin Koppel og saxofonisten Charlie Mariano mm.
Siden 2006 optrådte Alex Riel mere og mere med sin gudsøn Stefan Pasborg i deres fælles projekt 'Universe'. Her tog de sammen med Annisette og Palle Mikkelborg, Dan Hemmer/Jeppe Tuxen og Niclas Knudsen lytteren med på en rejse gennem deres fælles univers af rytmik og harmoni, fortid og nutid, rock og jazz, nærvær og improvisation, power og puls - indrammet af lydbilleder tegnet af Savage Rose, Palle Mikkelborg over swing til Igor Stravinsky og New Orleans street parades. Desuden udgav Alex Riel og Stefan Pasborg albummet 'Drumfaces' på Stunt Records sammen med Carsten Dahl: rhodes, Jeppe Tuxen: hammond, Niclas Knudsen: guitar, Verneri Pohjola: trompet, Peter Wettre: saxofon; Thomas Fonnesbæk: akustisk bas og Thomas Vang: elektrisk bas.
Han blev i 1965 kåret som årets jazzmusiker.

## Galleri
Fotos: Hreinn Gudlaugsson